# Rajd Krakowski

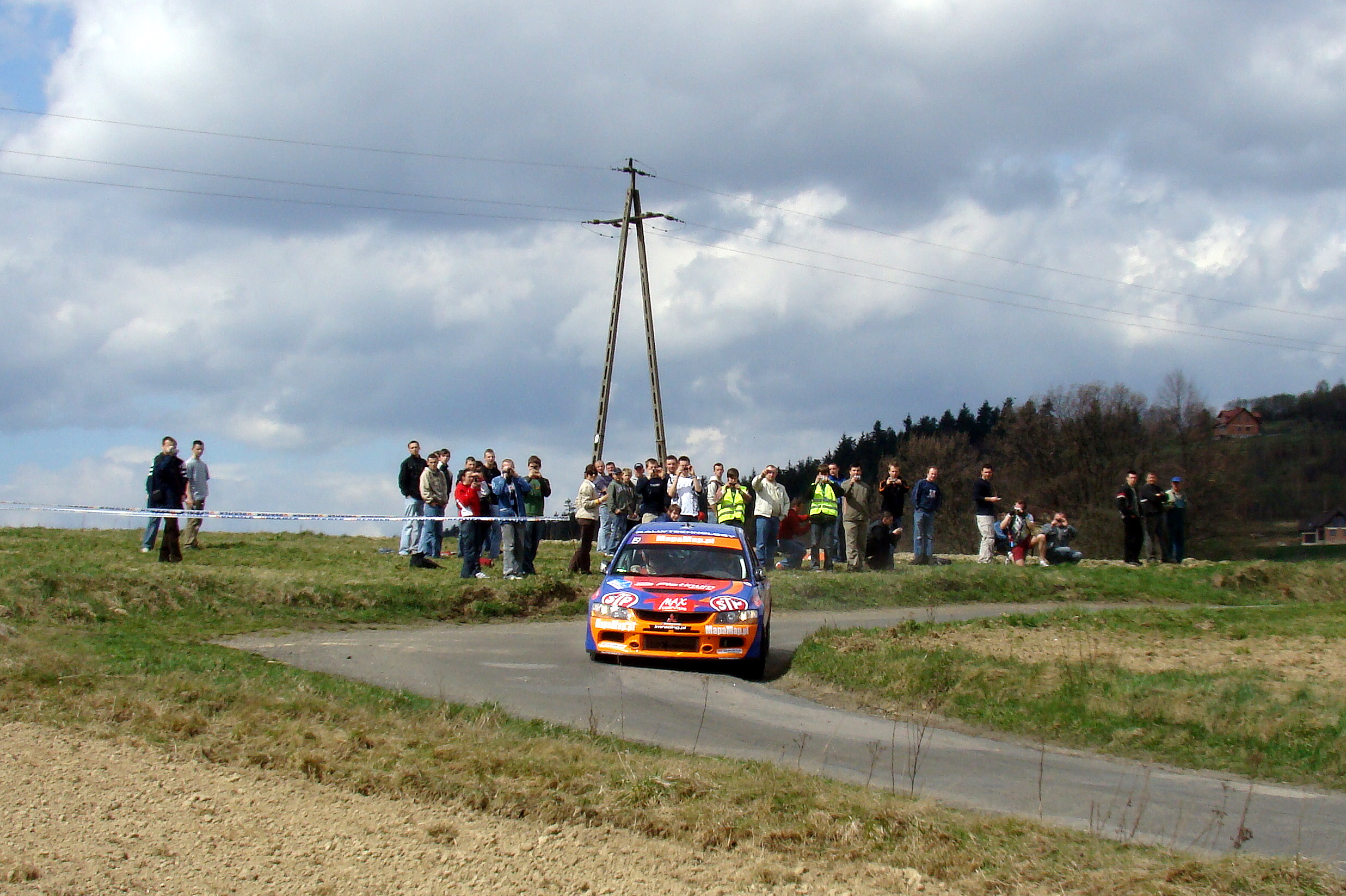
Kajetan Kajetanowicz na trasie Rajdu Krakowskiego w roku 2008

Rajd Krakowski – rajd samochodowy organizowany przez Automobilklub Krakowski, runda eliminacyjna Rajdowych Samochodowych Mistrzostw Polski, Mistrzostw Słowacji w Rajdach oraz Mistrzostw FIA Strefy Europy Centralnej (CEZ), a od 1997 roku także Rajdowych Mistrzostw Europy.

## Historia rajdu[1]
Rajd Krakowski z oficjalna numeracją od pierwszego odbywa się od roku 1976. Choć swoją tradycją nawiązuje do rajdów organizowanych przez automobilklub Krakowski jeszcze pod koniec lat czterdziestych XX wieku. Wtedy to zorganizowano rajd pod nazwą "I Rajd Ziemi Krakowskiej" (1948 r.). Później w latach pięćdziesiątych organizowano rajd pod nazwą „Jednodniowa Jazda Konkursowa”. Pod koniec lat pięćdziesiątych (1958-1959 r.) Automobilklub Krakowski organizował rajd zaliczany do mistrzostw Polski pod nazwą "Ogólnopolski Rajd Zimowy Samochodowy", który jak nazwa wskazywała odbywał się w warunkach zimowych. W latach siedemdziesiątych XX, postanowiono połączyć równolegle odbywający się „Rajd Krokusy” z "Rajdem Krakowskim".

## Zwycięzcy[2]
| Rok  | Nazwa rajdu                       | Kierowca                                                                   | Pilot                                                                      | Samochód                                                                   | Kategoria          |
| ---- | --------------------------------- | -------------------------------------------------------------------------- | -------------------------------------------------------------------------- | -------------------------------------------------------------------------- | ------------------ |
| 1976 | 1. Rajd Krakowski                 | Andrzej Jaroszewicz                                                        | Ryszard Żyszkowski                                                         | Fiat 124 Abarth Rallye                                                     | RSMP               |
| 1977 | 2. Rajd Krakowski Krokusy         | Włodzimierz Groblewski                                                     | Januariusz Czerwoniec                                                      | Polski Fiat 125p 1600 Monte Carlo                                          | RSMP               |
| 1978 | 3. Rajd Krakowski Krokusy         | Jerzy Landsberg                                                            | Janusz Wojtyna                                                             | Opel Kadett GT/E                                                           | RSMP               |
| 1979 | 4. Rajd Krakowski Krokusy         | Błażej Krupa                                                               | Piotr Mystkowski                                                           | Renault 5 Alpine                                                           | RSMP               |
| 1980 | 5. Rajd Krakowski Krokusy         | Maciej Stawowiak                                                           | Ryszard Żyszkowski                                                         | FSO Polonez 2000                                                           | RSMP               |
| 1981 | 7. Rajd Krakowski                 | Rajd został odwołany ze względu na żałobę po kardynale Stefanie Wyszyńskim | Rajd został odwołany ze względu na żałobę po kardynale Stefanie Wyszyńskim | Rajd został odwołany ze względu na żałobę po kardynale Stefanie Wyszyńskim | RSMP               |
| 1982 | 7. Rajd Krakowski                 | Andrzej Koper                                                              | Włodzimierz Krzemiński                                                     | Renault 5 Alpine                                                           | RSMP               |
| 1983 | 8. Rajd Krokusy 1983              | Marian Bublewicz                                                           | Ryszard Żyszkowski                                                         | Opel Kadett GT/E                                                           | RSMP               |
| 1984 | 9. Rajd Krakowski                 | Marian Bublewicz                                                           | Ryszard Żyszkowski                                                         | FSO Polonez 2000 Turbo                                                     | RSMP               |
| 1985 | 10. Rajd Krakowski "Krokusy"      | Marian Bublewicz                                                           | Ryszard Żyszkowski                                                         | FSO Polonez 2000 Turbo                                                     | RSMP               |
| 1986 | 11. Rajd Krakowski                | Andrzej Koper                                                              | Krzysztof Gęborys                                                          | Renault 11 Turbo                                                           | RSMP               |
| 1987 | 12. Rajd Krakowski                | Ryszard Adamek                                                             | Janusz Bronikowski                                                         | FSO Polonez 2000                                                           | RSMP               |
| 1988 | 13. Rajd Krakowski                | Marian Bublewicz                                                           | Jacek Wypych                                                               | Mazda 323 4WD                                                              | RSMP               |
| 1989 | 14. Rajd Krakowski                | Marian Bublewicz                                                           | Ryszard Żyszkowski                                                         | Mazda 323 4WD                                                              | RSMP               |
| 1990 | 15. Rajd Krakowski                | Marian Bublewicz                                                           | Ryszard Żyszkowski                                                         | Mazda 323 4WD                                                              | RSMP               |
| 1991 | 16. Rajd Krakowski                | Marian Bublewicz                                                           | Ryszard Żyszkowski                                                         | Ford Sierra RS Cosworth                                                    | RSMP               |
| 1992 | 17. Międzynarodowy Rajd Krakowski | Marian Bublewicz                                                           | Ryszard Żyszkowski                                                         | Ford Sierra RS Cosworth 4x4                                                | RSMP               |
| 1993 | 18. Międzynarodowy Rajd Krakowski | Paweł Przybylski                                                           | Krzysztof Gęborys                                                          | Toyota Celica GT-4                                                         | RSMP, PPZM         |
| 1994 | 19. Międzynarodowy Rajd Krakowski | Paweł Przybylski                                                           | Krzysztof Gęborys                                                          | Subaru Impreza                                                             | RSMP, PPZM         |
| 1995 | 20. Rajd Krakowski                | Paweł Przybylski                                                           | Krzysztof Gęborys                                                          | Ford Escort RS Cosworth                                                    | RSMP, RMS          |
| 1996 | 21. Rajd Krakowski                | Krzysztof Hołowczyc                                                        | Maciej Wisławski                                                           | Toyota Celica Turbo 4WD                                                    | RSMP, FIA-CEZ, RMS |
| 1997 | 22. Rajd Krakowski                | Paweł Przybylski                                                           | Krzysztof Gęborys                                                          | Ford Escort WRC                                                            | ERC, RSMP, RMS     |
| 2000 | 23. Rajd Krakowski                | Leszek Kuzaj                                                               | Andrzej Górski                                                             | Toyota Corolla WRC                                                         | ERC, RSMP          |
| 2001 | 24. Rajd Krakowski                | Krzysztof Hołowczyc                                                        | Maciej Wisławski                                                           | Peugeot 206 WRC                                                            | ERC, RSMP          |
| 2002 | 25. Rajd Krakowski                | Leszek Kuzaj                                                               | Erwin Mombaerts                                                            | Peugeot 206 WRC                                                            | RSMP               |
| 2004 | 26. Rajd Krakowski                | Michał Bębenek                                                             | Grzegorz Bębenek                                                           | Mitsubishi Lancer Evo VII                                                  | PPZM               |
| 2005 | 27. Rajd Krakowski                | Zbigniew Gabryś                                                            | Robert Hundla                                                              | Mitsubishi Lancer Evo VIII MR                                              | PPZM               |
| 2006 | 28. Platinum Rajd Krakowski       | Tomasz Kramarczyk                                                          | Michał Trela                                                               | Opel Astra GSi 16V                                                         | PPZM               |
| 2007 | 29. Rajd Krakowski                | Arkadiusz Urbanowicz                                                       | Jacek Nowaczewski                                                          | Opel Astra GSi 16V                                                         | PPZM               |
| 2008 | 44. Platinum Rajd Krakowski       | Bryan Bouffier                                                             | Xavier Panseri                                                             | Peugeot 207 S2000                                                          | RSMP, PPZM         |
| 2010 | 45. Rajd Krakowski                | Leszek Kuzaj                                                               | Robert Hundla                                                              | Mitsubishi Lancer Evo IX                                                   | RPP                |

- RSMP – Rajdowe Samochodowe Mistrzostwa Polski
- PPZM – Puchar Polskiego Związku Motorowego
- RMS – Rajdowe Mistrzostwa Słowacji
- FIA-CEZ – Mistrzostwa FIA Strefy Europy Centralnej
- ERC – Rajdowe Mistrzostwa Europy
- RPP – Rajdowy Puchar Polski